# Ontbrekende afleveringen van Doctor Who
De ontbrekende afleveringen van Doctor Who  zijn afleveringen waarvan kennelijk geen videomateriaal meer bestaat. De British Broadcasting Corporation (BBC) wiste tot in de jaren zeventig de Ampex-videobanden om ze opnieuw te kunnen gebruiken. Andere televisieseries waarvan banden gewist werden, waren bijvoorbeeld Dad's Army en The Likely Lads. De geluidsopnamen van Doctor Who zijn echter wel bewaard gebleven en alle verhaallijnen van deze sciencefictionserie werden in de periode van 1973 tot 1994 door Target Books in boekvorm uitgegeven. In 2000 begon de BBC met de digitalisering van al hun radio- en televisieprogramma's. De BBC startte in mei 2001 ook een zoektocht naar de ontbrekende afleveringen. In 1999 ontbraken de video-opnamen van 110 afleveringen. Sindsdien zijn meerdere afleveringen teruggevonden, onder meer op rommelmarkten, in privéverzamelingen en bij buitenlandse televisiemaatschappijen.